# Ярн
Ярн (англ. Yarn) — український музичний фолк-гурт, що існував протягом 1991—1994 років. Разом з гуртами «Вежа Хмар» та «Цукор — біла смерть» є одним з культових андеграундних українських гуртів 1990-х років.

## Історія
Гурт утворився на початку 1990-х років у спільноті музикантів київського андеграунду, що тісно спілкувалися з молодими художниками, які навчалися в Київській художній академії. Тоді колу музикантів, Олександрові Юрченку, Леоніду Бєлєю та Іванові Москаленку, вокаліст гурту «Цукор — біла смерть» Євген Таран запропонував взяти на вокал художницю, студентку академії Ольгу «Птицю» Гориніну.
До 1991 року музиканти підготували концертну програму, з якою виступили всього один раз у 1992 році. Барабанщиком був Віталій Гаранжа. Згодом гурт сконцентрувалися на студійній роботі та дещо змінив свою звукову концепцію. Оскільки Бєлєй грав на акордеоні, Москаленко запропонував Юрченку, що завжди був радий будь-яким експериментам, використати цимбали, на що той погодився. Восени 1992 року гурт записав свій перший альбом «Ярн», під час запису якого Юрченко грав на препарованих цимбалах та електровіолі власного виробництва.
У 1993 році «Ярн» приступив до запису альбому «Вербна неділя», де Юрченко вперше використав ще один саморобний інструмент — своєрідний аналог теорби, зроблений, за легендою, з решток балконної рами. Інструмент був важким до використання і потребував переналаштування під кожну пісню. На вокальні партії запросили Олександру Майєт. 
Останнім релізом гурту став сингл «Квітчала в серпні», до якого увійшли дві композиції. У синглі використані інструментальні речі з альбому «Вербна неділя», а вокальні партії виконувала Ярина Турянська з івано-франківського гурту «999». Запис голосу та зведення відбувалося на домашній студії Віктора Пушкаря. Згодом ці композиції увійшли до касетної збірки «Сховайся», а вже у 1994 році «Ярн» розпалися.
Після розпаду гурту його учасники продовжили музичну діяльність в Україні. Так, Юрченко співпрацював зі Святланою Няньо, поєднавши це зі своєю основною роботою композитора та ілюстратора, Гориніна стала радіоведучою, Москаленко взяв псевдонім DJ Derbastler і почав кар'єру музичного продюсера, а Бєлєй утворив гурт «Мандри».

## Склад
- Олександр Юрченко (гітара, цимбали, віолончель, мандоліна, струнні інструменти);
- Іван Москаленко (бас, ритм-машина, струнні інструменти);
- Леонід Бєлєй (акордеон, флейта, гітара);
- Віталій Гаранжа (ударні, вокал);

- Ольга Гориніна (вокал, клавішні);
- Ярина Турянська (вокал);
- Олександра Майєт (вокал).

## Дискографія
- 1991 — «Без назви»;
- 1991 — «Tree»;
- 1992 — «Pine Tree»;
- 1992 — «Summer On My Street»;
- 1992 — «Viella»;
- 1992 — «Ярн»;
- 1993 — «Вербна неділя»;
- 1992—1993 — «Etudes»;
- 1991—1993 — «Drafts»;
- 1993 — «IV».